# Corolă dialipetală

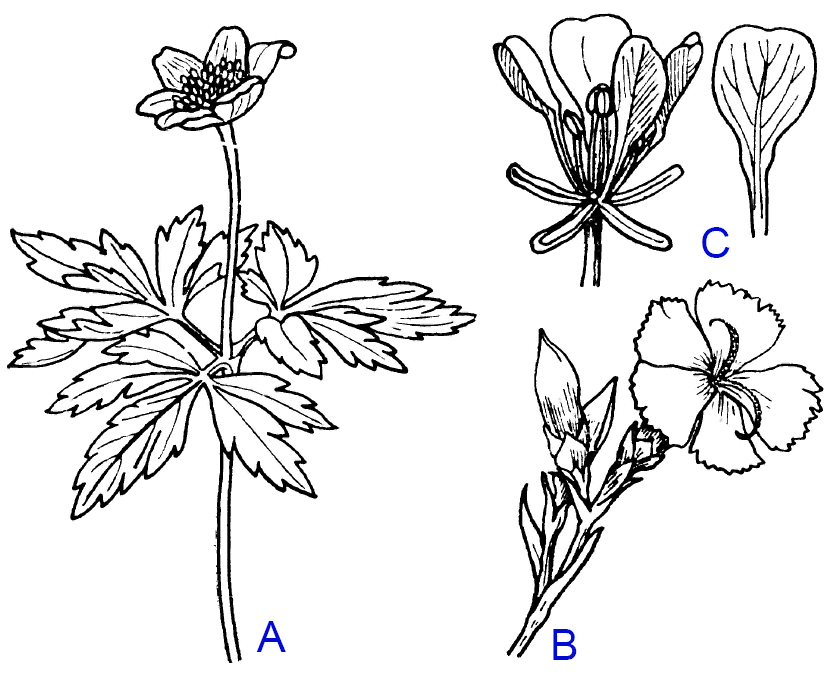
Forme de corole dialipetale actinomorfe: A — la floarea paștilor (Anemone nemorosa) - familia ranunculacee; B — la garoafă (Dianthus) - familia cariofilacee; C — la crucifere.

Corola dialipetală (gr. dialyo = a se separa + petalon = petală) este corola florilor alcătuită din petale libere, neconcrescute prin marginile lor. Se întâlnește la ranunculacee, crucifere, rozacee ș.a. Se deosebesc 2 categorii de corole dialipetale: actinomorfe și zigomorfe.

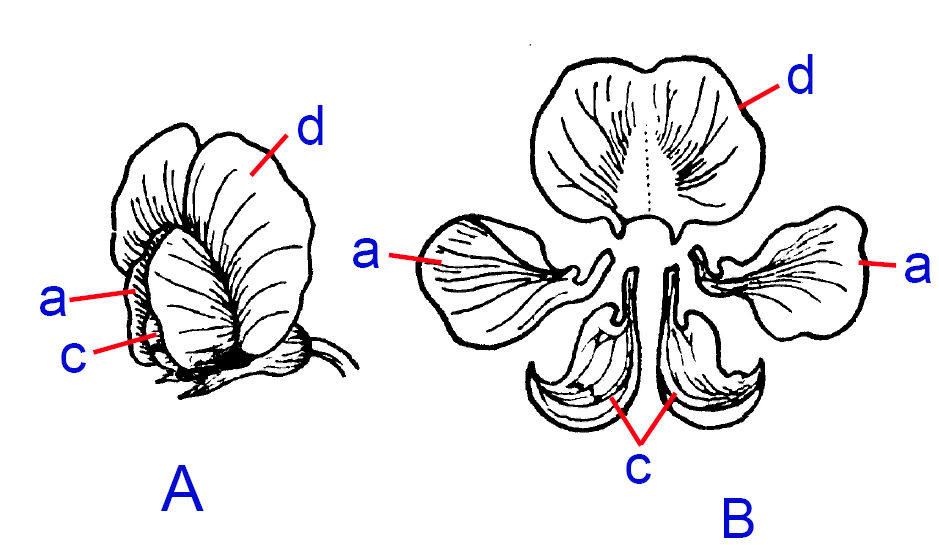
Floarea de mazăre (Pisum sativum) - ordinul leguminoase (Fabales): A — văzută din profil; B — corola desfăcută; d — stindard sau drapel; a — aripioare; c — carena sau luntrița.

Corolele dialipetale actinomorfe (cu simetrie radială) sunt larg răspândite la plante. La familiile rozacee (Rosaceae), umbelifere (Umbelliferae) și ranunculacee (Ranunculaceae), ele au petale scurte, dispuse în formă de cupă larg deschisă. La cariofilacee (Caryophyllaceae), corola dialipetă are o formă specială, fiecare petală are o parte dreaptă, lungă și îngustă care pătrunde în tubul caliciului și o porțiune lată legată pe prima și dispusă orizontal. La crucifere (Cruciferae), corola are cele patru petale dispuse în formă  de  cruce.
Corolele dialipetale zigomorfe (cu simetrie bilaterală) sunt mai puțin răspândite decât cele actinomorfe. Un exemplu îl constituie "corola papilionacee" la leguminoase (Fabales), formată din cinci petale inegale. Una posterioară, mai lată, se numește stindard (vexillum) sau drapel, două petale laterale formează aripioarele (alae), iar două petale anterioare sunt sudate și formează luntrița sau carena.

## În alte limbi
- latină - corolla dialypetala, corolla choripetala, corolla eleutheropetala
- engleză - dialypetalous corolla, choripetalous corolla, polypetalous corolla, eleutheropetalous corolla
- franceză - corolle dialypétale, corolle polypétale
- rusă - раздельнолепестный венчик, раздельнолепестковый венчик

## Galerie

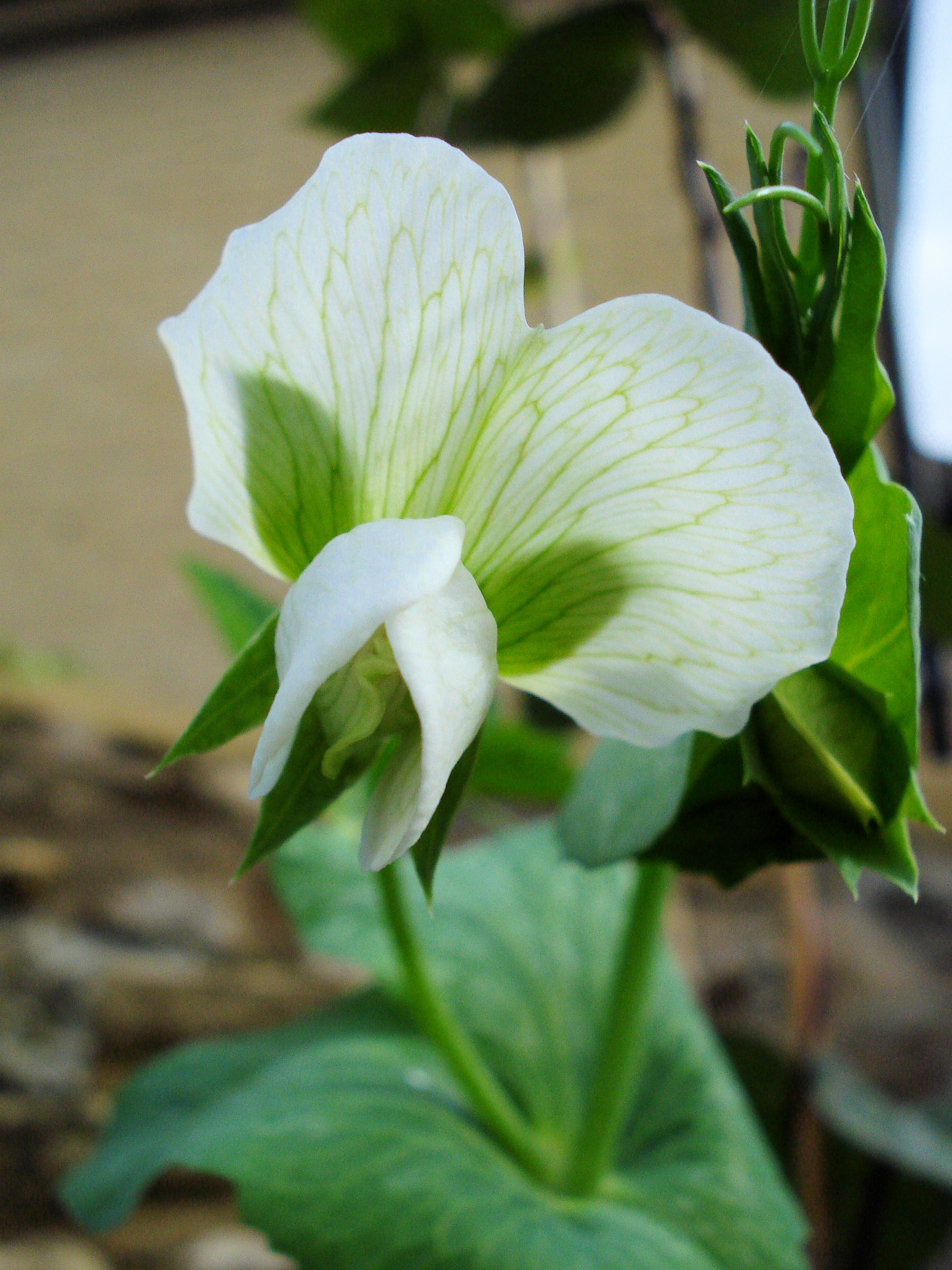
Floarea de mazăre
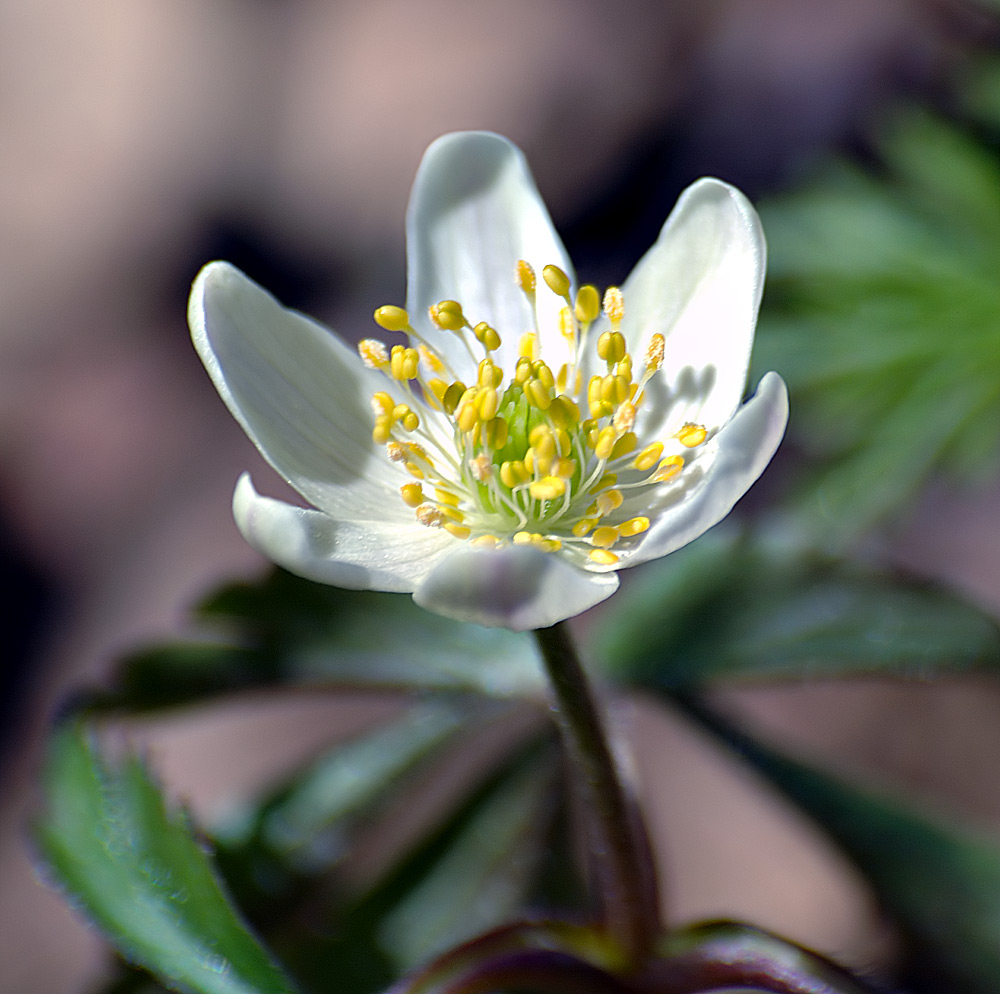
Floarea paștilor
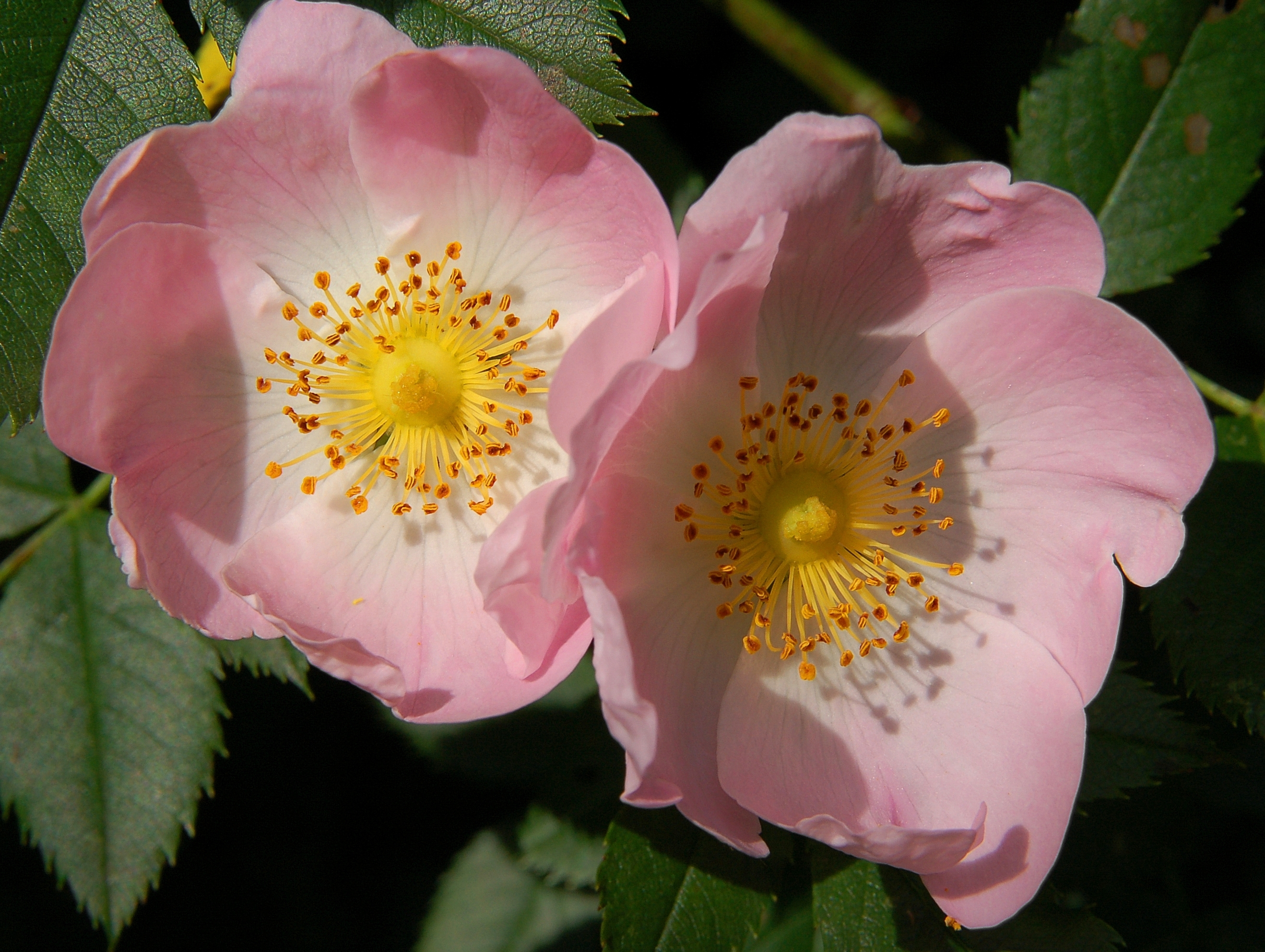
Floare de măceş (Rosa canina)
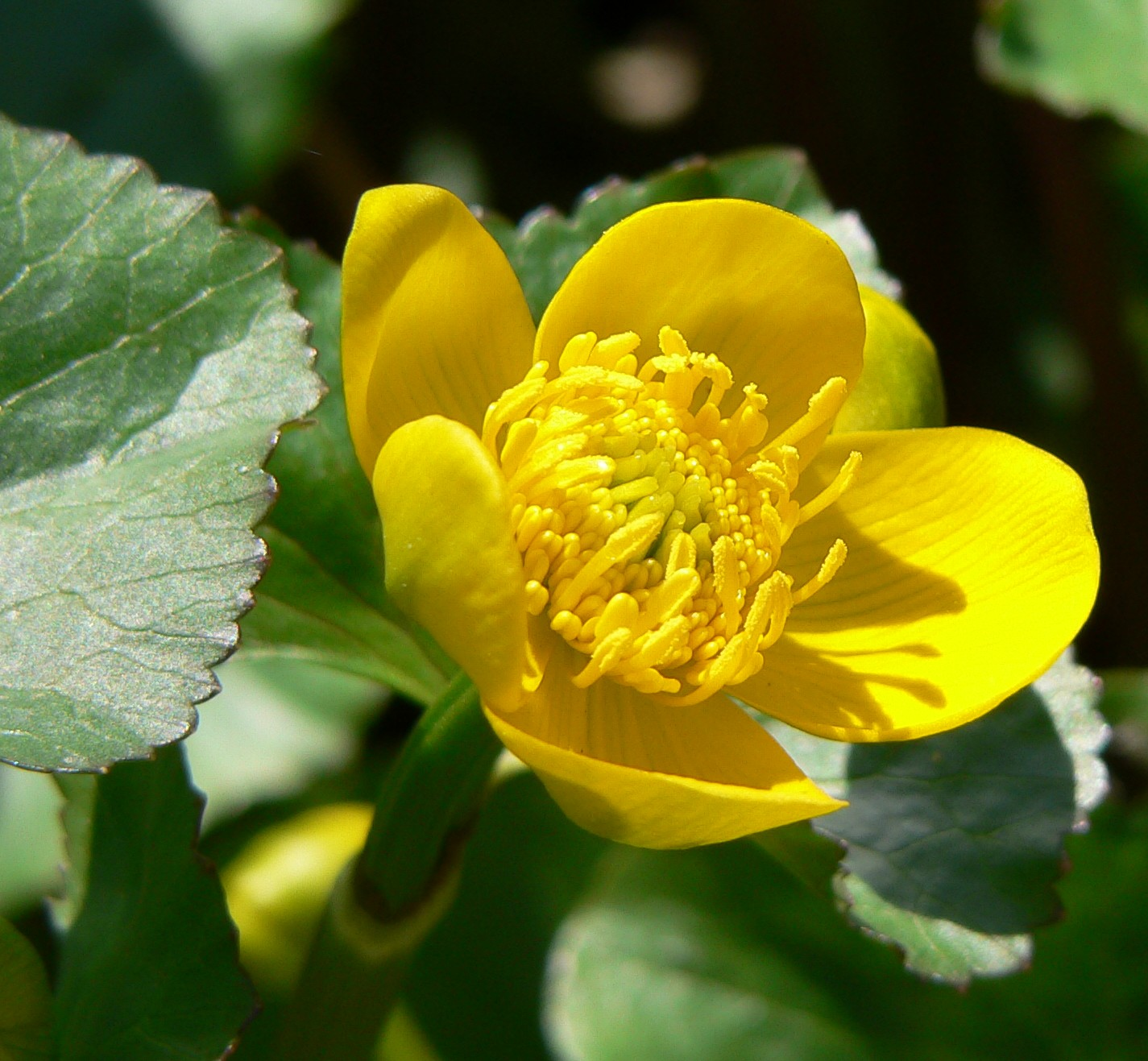
Floarea de calcea calului (Caltha palustris)